# Lophoblatta speerae
Lophoblatta speerae är en kackerlacksart som beskrevs av Rocha e Silva och Gurney 1963. Lophoblatta speerae ingår i släktet Lophoblatta och familjen småkackerlackor. Inga underarter finns listade i Catalogue of Life.